# Lance Armstrong

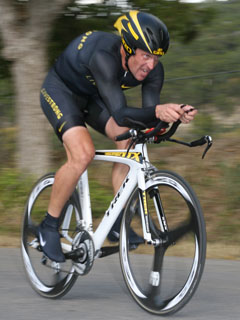
Lance Armstrong

Lance Armstrong (n. 18 septembrie 1971, Plano, Texas, SUA) este un ciclist profesionist de șosea american, care a câștigat de șapte ori la rând Turul Franței, între anii 1999 și 2005, titluri care i-au fost retrase în 2012 pentru că a fost găsit vinovat de dopaj.

## Date generale
După turul din 2005, Lance Armstrong s-a retras. Americanul a revenit asupra deciziei în 2008, când a hotărât să se întoarcă la ciclism și să promoveze lupta împotriva cancerului. Este legitimat la propria echipă, Team RadioShack (după ce în 2009 a concurat pentru Astana), acolo unde îl are ca antrenor pe vechiul său director sportiv de la Discovery Channel și US Postal, Johan Bruyneel.
Alte performanțe: câștigător al cursei de campionat mondial de ciclism pe șosea în 1993 și al medaliei olimpice de bronz la Olimpiada din 2000 de la Sydney (cu o lună înainte de olimpiadă fusese lovit de o mașină în timpul antrenamentelor).
La 23 august 2012 i s-au retras toate titlurile de după august 1998 pentru că a fost găsit vinovat de dopaj de către o instanță judecătorească din SUA.